# El Gran Combo de Puerto Rico
El Gran Combo de Puerto Rico é um grupo de salsa de porto-riquenho fundado em 1962 por Rafael Ithier que foi durante muitos anos o pianista e diretor musical da orquestra.

## História
O grupo nasceu como resultado da separação de Rafael Cortijo y su Combo em 1962, grupo do qual fazia parte Rafael Ithier. Alguns integrantes do já desintegrado grupo se reuniram para a gravação de um álbum junto com o cantor dominicano Joseíto Mateo em um dos discos de sua gravadora Gema Records, resultando no lançamento de Menéame los mangos. O grupo foi batizado de El Gran Combo pelo empresário Guillermo Álvarez Guedes. Os membros iniciais foram Joseíto Mateo, Rafael Ithier, Eddie Pérez, Héctor Santos, Rogelio "Kito" Vélez, Víctor Pérez, Martín Quiñones, Miguel Cruz, Milton Correa e Roberto Roena.
Em 20 de novembro de 1963, El Gran Combo lançou seu segundo álbum em grupo, El Gran Combo...De Siempre, pela Gema Records, com Rodríguez e Montañez como vocalistas principais. O lançamento ocorreu dois dias antes do assassinato do presidente dos Estados Unidos John F. Kennedy, por isso a distribuição do álbum em Porto Rico foi adiada. Foi então que começou a ser distribuído inicialmente no México, Panamá e Venezuela onde o álbum foi muito bem recebido e muito bem veiculado nas rádios. Mais tarde foi distribuído em Nova Iorque e depois em Porto Rico, onde se tornou uma produção de sucesso reconhecida com um disco de ouro.
No dia 9 de agosto de 2013, o saxofonista e membro fundador do grupo Eddie "La Bala" Pérez faleceu após sofrer amputação das pernas e graves complicações de saúde. Ele foi substituído por Virgílio Rivera.

## Membros

### Vocalistas
- Jerry Rivas (1977 - presente)
- Anthony García (2015 -presente)
- Joselito Hernández (2017 - presente)

### Orquestra
- Rafael Ithier - pianista, diretor e fundador  (1962 - presente)
- Freddie Miranda - saxofone e direção musical (1980 - presente)
- Josué Urbina - saxofone (2021 - presente)
- Luis "Taty" Maldonado - trompete (1970 - presente)
- Carlos M. Vargas - trompete  (2016 - presente)
- Moisés Nogueras - trombone (1991 - presente)
- Freddy Rivera - baixo (1989 - presente)
- Domingo "Cuqui" Santos - timbales (1988 - presente)
- Miguel "Pollo" Torres - conga (1979 - presente)
- Richie Bastar - bongô (1999 - presente)
- José “Lenni” Prieto - piano (2022 - presente)